# Futari Ecchi
Futari Ecchi (ふたりエッチ Futari Ecchi?), también conocido por otros nombres como Manga Sutra, Step Up Love Story, Manga Love Story o Futari Hetchi, es un manga de Katsu Aki.
El manga combina elementos pornográficos con los hechos de estadísticas informativas. El título Futari Ecchi (perversión de dos personas) es un juego de palabras con el término japonés hitori ecchi (perversión de una persona), que se refiere a la masturbación. Este manga fue un éxito de ventas y es más famoso por ser una historia combinada con guía de instrucciones. Hasta el momento, 88 tankōbon han sido liberados. Otros dos volúmenes se enfocan en la sexualidad de la mujer, llamada Futari Ecchi para mujeres, y hay un libro de arte titulado Yura Yura. Una serie de anime OVA de 4 episodios fue producida en 2002 y 2003.
El 17 de junio de 2007, el manga ha sido licenciado en Norteamérica por Tokyopop, con el primer volumen publicado el 8 de enero de 2008. Cuatro volúmenes fueron lanzados, con el representante de Tokyopop diciendo que los volúmenes son caros de producir. Además, el 2 de julio de 2007, en la Anime Expo, Media Blasters anunció que había licenciado la serie de OVA.
En Alemania, tanto el manga y el anime fueron renombrados como Manga Love Story. En España el manga fue publicado por Ediciones Mangaline bajo el título de Yura y Makoto.

## Argumento
Futari Ecchi es una historia sobre una pareja de recién casados, Makoto y Yura Onoda, en sus 25 años, ambos vírgenes cuando se casaron. La historia narra sus exploraciones sexuales.

## Personajes
Makoto Onoda (小野田 真 Onoda Makoto?)
Seiyū: Akio Ōtsuka, Junya Enoki (Remake 2014), Mitsuo Iwata (Radionovela)
El protagonista, un joven de 25 años de edad, fabricante de cosméticos extranjeros y asalariado de élite. Fue presentado a Yura a través de un Omiai. Se muestra muy crítico de sus habilidades sexuales, pero eso no le impidió tener fantasías sexuales con prácticamente cualquier chica bonita en su entorno (sin embargo, permanece fiel a Yura). Sin embargo, después de su matrimonio, se vuelve el objeto de deseo de una gran cantidad de chicas. Además de su inexperiencia, Makoto sufre de eyaculación precoz.
Yura Onoda (小野田 優良 Onoda Yūra?)
Seiyū: Tomoko Kawakami, Hitomi Ueda (Remake 2014), Yumi Kuroda (Radionovela)
La esposa de Makoto. También de 25 años de edad, Makoto es el primer hombre que ella ha besado o tenido relaciones sexuales. Es cariñosa, pero muy ingenua en cuestiones sexuales y demasiado tímida para probar algo nuevo por sí misma (incluso a través de la serie esta totalmente decidida a superar sus limitaciones y ser una mejor esposa para Makoto), así como la inseguridad sobre su aspecto (que no se da cuenta de lo hermosa y encantadora que es). Ella es también el objeto de deseo por parte de muchos hombres (aunque su comportamiento es, en comparación con las mujeres que adoran a su marido, muy pasivo con anhelo).
Ella, además, tiene el don de hacer amistad con la mayoría de las mujeres a las que quizá debería considerar sus rivales por el amor de Makoto (excepto Makie Sugiyama una compañera de trabajo de Makoto). Yura, además, es una gran fanática de las películas de terror de zombis y cuando se enfureció por / hacia Makoto se niega a hablarle y aún peor no mirarlo.
Estos dos personajes se ven en el capítulo 56 de "Love Lucky", manga escrito por el mismo autor.
Rika Kawada
Seiyū: Naoko Takano, Chiwa Saito (Remake 2014), Fumie Kusachi (Radionovela)
Hermana menor de Yura, de 20 años. Ella es diferente a su hermana mayor: atrevida, hablando abiertamente sobre el sexo, ella tiene un novio, Taku Yamada, pero también durante algún tiempo 3 amantes. De vez en cuando ella les da sabios consejos a Yura y Makoto, sobre como solucionar los problemas íntimos de su matrimonio.
Makie Sugiyama, Mai Nagao y Ikuyo Tonegawa
Seiyū: Yumi Takada (Makie Sugiyama), Yuu Sugimoto (Ikuyo Tonegawa), Yukiko Yao (Makie Sugiyama, Remake 2014), Motoko Kobayashi (Mai Nagao, Remake 2014)
Ellas son colegas de la oficina de Makoto y forman un trío de mujeres solteras que aún están buscando a un hombre tipo "Sr. Maravilla". Makie es la más agresiva de las tres, siempre acosando a los hombres casados (pero no quiere matrimonio con ellos, sólo sexo) ya que constantemente trata de seducir a Makoto, con poco o ningún éxito.
Miyuki Kikuchi (菊池 みゆき Kikuchi Miyuki?)
Seiyū: Yuu Asakawa, Iori Nomizu (Remake 2014)
Una secretaria de la oficina de Makoto de 16 años. Ella estaba enamorada de Makoto mientras él fue su tutor personal en su casa cuando ella estaba en primaria, pero nunca se lo dijo (al menos no de una forma fácilmente comprensible, ya que ella tiene problemas para relacionarse con los hombres). Ella quizá todavía lo quiere a él en secreto, pero lo intenta disimular y no lo confiesa. Sin embargo, ella es el objeto de deseo de su compañera de trabajo lesbiana Arisa, algo que a la misma Miyuki le disgusta.
Jun Onoda (小野田 淳 Onoda Jun?)
Seiyū: Kumiko Yokote
Hermana menor de Makoto de 19 años. Inicialmente tiene un pensamiento más romántico de una relación, y su búsqueda del amor verdadero permite que su conocimiento crezca a través de una serie de eventos, cuando finalmente encuentra la felicidad con su primer novio, Yosuke. Sus experiencias e introducción en el mundo sexual se ven en ciertos capítulos de toda la serie.
Kyoko Omiya (大宮 杏子 Ōmiya Kyōko?)
Seiyū: Yumi Touma
Prima segunda de Makoto y es una ginecóloga de 30 años. A petición de la madre de Makoto, se fue a vivir al lado de los Onodas (Makoto y Yura) para ayudarlos a tener hijos. Tiene una personalidad muy dominante, aun cuando es virgen a los 30 años y le preocupaba que se le este "acabando el tiempo". Cuando finalmente se enamora de Koichiro Matsuzaki, su nueva preocupación es que ella no puede ser lo suficientemente buena para él, aunque a veces lo trata como si fuera su sirviente.
Mika y Takeshi Yabuki
Seiyū: Miho Yamada y Tomohisa Asou (respectivamente)
Una pareja que conocen Makoto y Yura mientras aún viven en su viejo apartamento. Mika ha sufrido de vivir un año sin sexo, lo que le causó frustración emocional e inseguridad, pensando que ya no era atractiva para su esposo. De hecho, esta situación provenía de un problema médico, que se resolvió después de que Makoto les diera consejos a ellos. 
Taku Yamada
Seiyū: Kappei Yamaguchi, Shusaku Shirakawa (Remake 2014), Tetsuya Iwanaga (Radionovela)
Es el "novio número uno" de Rika, es muy egoísta y sexista. Y al igual que Rika, no está muy preocupado por tener más de una relación, aunque él suele ser indiferente cuando la encuentra a ella involucrada con otros hombres.
Yosaku Inagaki (稲垣与作 Inagaki Yosaku?)
Seiyū: Shinji Kawada, Anri Katsu (Remake 2014)
Compañero de trabajo de Makoto. No está casado. A veces actúa como un pervertido y no es muy atento con sus parejas sexuales.
Akiko Onoda (小野田明子 Onoda Akiko?)
Madre de Makoto. Ama de casa de 54 años. Akiko demuestra ser más liberal que su marido cuando se trata el tema de su vida sexual.
Mamoru Onoda (小野田守 Onoda Mamoru?)
Padre de Makoto. Es funcionario de una compañía y tiene 52 años. Es muy sensible acerca de su vida sexual.
Manabu Okahama (岡浜学 Okahama Manabu?)
Seiyū: Kenichi Suzumura, Shusaku Shirakawa (Remake 2014)
Uno de los compañeros de trabajo de Makoto. Él creía ser bueno en el sexo hasta que sus colegas comenzaron a discutir los tipos de hombre que más odiaban. Está soltero y siempre dice cosas vulgares sobre Makoto.
Riko Maisaka y Hiromi Takai
Seiyū: Reiko Takagi y Fujiko Takimoto (respectivamente)
Amigas de la infancia de Yura que vienen de vez en cuando desde Osaka para visitarla. A ambas les encanta hablar sobre su vida sexual. Se sorprendieron mucho al saber que Yura no tenía mucho conocimiento sobre "eso" y decidieron ayudarla.

## Estilo y temática
Hay muchas escenas de la serie en que se nota que los personajes saben lo que está ocurriendo, pero luego muestran las fantasías sexuales de Makoto o de otro personaje. Esto significa que hay muchas escenas en estas fantasías donde Makoto tiene sexo con otros personajes femeninos de la serie, pero en verdad sólo tiene sexo real con Yura.
Uno de los fetichismos explorados en la serie es el Cosplay.
Aunque la mayoría de los primeros volúmenes del manga y los OVAS se centran en la relación de Makoto y Yura, los últimos capítulos se enfocan en el desarrollo del amor de otros personajes y sus vidas sexuales para cubrir más eventos que enseñan a los lectores de manera limpia sobre el sexo.